# La spirale
La spirale (Spirala) è un film del 1978 diretto da Krzysztof Zanussi.